# Chattenden
Chattenden est un village anglais situé dans le Kent.
Chattenden signifie « colonie forestière » dérivé de ceto et ham dun. Il est enregistré en 1100 sous le nom de Chetindunam, et Chatindone en 1281.